# Clarke Range
Die Clarke Range ist ein von tropisch/subtropischem Regenwald bedeckter Gebirgszug im zentralen Queensland, Australien.

## Lage
Die Clarke Range ist ein Teil der Great Dividing Range und liegt etwa 30 km von der Ostküste und 65 km westlich der Küstenstadt Mackay. Der höchste Punkt ist der Mount Dalrymple und Mount William mit etwa 1270 m Höhe.
Der Gebirgszug besteht aus Granit. Die Hänge der Clarke Range formen den Unterlauf des Pioneer River Valley. Der Broken River fließt auch durch die Berge und mündet im Westen in den Burdekin River.
Auf einer Expedition unter Führung von John Mackay überwanden die ersten Europäer am 18. Mai 1860 diesen Gebirgszug.
Die Hauptstraße windet sich eng und scharf über den Gebirgszug und kann nicht mit Anhängern befahren werden.

## Vogelschutz
Etwa 950 km² der Clarke Range umfasst der Eungella-Nationalpark, der als Important Bird Area durch BirdLife International anerkannt ist, weil es ein Schutzgebiet für die Lichenostomus hindwoodi, für eine isolierte nördliche Population der Gelbnacken-Laubenvogel (Sericulus chrysocephalus) und eine große Anzahl von (Burhinus grallarius) ist.